# Cescau (Pyrénées-Atlantiques)
Cescau is een gemeente in het Franse departement Pyrénées-Atlantiques (regio Nouvelle-Aquitaine) en telt 477 inwoners (2005). De plaats maakt deel uit van het arrondissement Pau.

## Geografie
De oppervlakte van Cescau bedraagt 8,0 km², de bevolkingsdichtheid is 59,6 inwoners per km².
De onderstaande kaart toont de ligging van Cescau (Pyrénées-Atlantiques) met de belangrijkste infrastructuur en aangrenzende gemeenten.

## Demografie
Onderstaande figuur toont het verloop van het inwonertal (bron: INSEE-tellingen).